# Schizaea fluminensis
El helecho rizado (Schizaea fluminensis) es una especie de la familia Schizaeaceae, dentro del orden Schizaeales; el nombre del género (Schizaea) se deriva del griego “schizein”, es decir “dividido”, mientras que la especie hace referencia al lugar de origen: Flumen Januarii (Río de Janeiro, Brasil). 

## Clasificación y descripción
Planta perteneciente a la familia Schizaeaceae. Rizomas ascendentes, subterráneos; frondas monomórficas, erectas, de entre 25 y 42 cm de largo; lámina flavelada, dividida dicotómicamente de 3 a 6 veces, glabras; venación libre; frondas fértiles con segmentos terminados en pinnulas fértiles en forma de banderas dobladas longitudinalmente a la mitad; esporangios a lo largo de las venas, entre mezclados con pelos dorados.

## Distribución
En México se ha colectado en Chiapas, Oaxaca, Tabasco y Veracruz; también ocurre en Centro y Sudamérica.

## Ambiente
Crece sobre arena o rocas en bosques densos y húmedos entre los 100 y 950 m s. n. m.

## Estado de conservación
En México se le considera bajo la categoría de Amenazada (A) según la NOM-059-SEMARNAT-2010, mientras que la especie no ha sido evaluada por la Lista Roja de especies amenazadas de la IUCN. Ni en CITES (Convención sobre el Comercio Internacional de Especies Amenazadas de Fauna y Flora Silvestres).